# Rumoka (Mława)
Pour les articles homonymes, voir Rumoka.
Rumoka (prononciation : [ruˈmɔka]) est un village polonais de la gmina de Dzierzgowo dans le powiat de Mława de la voïvodie de Mazovie dans le centre-est de la Pologne.
Il se situe à environ 4 kilomètres au sud de Lipowiec Kościelny (siège de la gmina), 13 kilomètres au sud-ouest de Mława (siège du powiat) et à 109 kilomètres au nord-ouest de Varsovie (capitale de la Pologne).
Le village compte approximativement une population de 354 habitants en 2009.

## Histoire
De 1975 à 1998, le village appartenait administrativement à la voïvodie de Ciechanów.